# Juma Ikangaa
Juma Ikangaa (Dodoma, 19 luglio 1957) è un ex maratoneta tanzaniano, vincitore della medaglia d'argento ai Giochi del Commonwealth 1982.

## Biografia
Nato nel Tanganica, all'epoca colonia britannica (oggi Tanzania), Ikangaa vinse durante la sua carriera numerose maratone: New York (1989), Pechino (1987), Fukuoka (1986), Melbourne (1983-4) e Tokyo (1984 e 1986).
Ha partecipato a tre Olimpiadi, sempre nella maratona:
- Los Angeles 1984: 6º
- Seul 1988: 7º
- Barcellona 1992: 34º

Ha inoltre preso parte a un campionato mondiale:
- Roma 1987: 6º

## Altre competizioni internazionali
1983
- 5º alla Maratona di Tokyo ( Tokyo) - 2h10'54"
- Argento alla Maratona di Fukuoka ( Fukuoka) - 2h08'55"
- Oro alla Maratona di Melbourne ( Melbourne) - 2h13'50"

1984
- Oro alla Maratona di Tokyo ( Tokyo) - 2h10'49"
- 6º alla Maratona di Londra ( Londra) - 2h12'35"
- Oro alla Maratona di Melbourne ( Melbourne) - 2h15'31"

1986
- Oro alla Maratona di Tokyo ( Tokyo) - 2h08'10"
- Oro alla Maratona di Fukuoka ( Fukuoka) - 2h10'06"
- Bronzo alla Maratona di Pechino ( Pechino) - 2h08'39"

1987
- Oro alla Maratona di Pechino ( Pechino) - 2h12'19"

1988
- Argento alla Maratona di Boston ( Boston) - 2h08'44"
- Argento alla Maratona di Tokyo ( Tokyo) - 2h08'42"
- Oro alla Sapporo Half Marathon ( Sapporo) - 1h03'22"

1989
- Oro alla Maratona di New York ( New York) - 2h08'01"
- Argento alla Maratona di Boston ( Boston) - 2h09'56"
- Oro alla Sapporo Half Marathon ( Sapporo) - 1h02'56"

1990
- Argento alla Maratona di Boston ( Boston) - 2h09'52"
- 4º alla Maratona di New York ( New York) - 2h14'32"
- Oro alla Sapporo Half Marathon ( Sapporo) - 1h03'56"

1992
- 4º alla Maratona di Boston ( Boston) - 2h11'44"